# Gino Pedroli
Gino Pedroli (Malnate, 12 marzo 1898 – Mendrisio, 2 febbraio 1986) è stato un fotografo svizzero di origini italiane.

## Biografia
Gino Pedroli nacque nel 1898 a Malnate, nel circondario di Varese, all'epoca inserito nella provincia di Como, da una famiglia di origini italiane, ma dopo pochi mesi questa si trasferì a Mendrisio, un comune del Canton Ticino. Figlio di Paolo, piastrellista, e di Teresa Pozzi, dal 1912 al 1913 fu apprendista del fotografo Enrico Malinverno a Varese, dove imparò l'arte del ritocco in cui Malinverno era maestro. Pedroli, nel periodo in cui ne fu allievo, percorreva ogni settimana da Mendrisio a Varese una ventina di chilometri a piedi. Fu anche allievo del fotografo Dante Soldini a Chiasso . Nel 1914, con lo scoppio della Prima guerra mondiale, rientrò in Svizzera, sempre a Chiasso, dove cominciò a lavorare col padre nel suo laboratorio, che fra l'altro gli aveva trasmesso la passione per la fotografia. Parallelamente iniziò a frequentare anche una scuola serale di disegno a Mendrisio.
Qui, nel 1921 aprì il proprio studio fotografico, "Fotografia Elvetica", dove si dedicò alla ritrattistica e, contemporaneamente, iniziò a lavorare come fotoreporter. Si dedicò soprattutto al suo "piccolo mondo", il Mendrisiotto e collaborò ininterrottamente con Illustrazione Ticinese dal 1934 al 1959 che grazie a lui e ai fotografi come Christian Schiefer o Vincenzo Vicari, permise al giornale e alla fotografia di arrivare in tutte le case ticinesi.
A Pedroli interessava soprattutto cogliere, tramite le nuove tecniche fotografiche, le immagini di un mondo rurale antico, rimasto uguale per secoli nella Svizzera italiana, che si stava affacciando alla modernità. Dagli anni Trenta Pedroli usò la Leica, un apparecchio di piccolo formato dal quale non si separò più e con la quale colse gli aspetti, la fede e i riti di vita contadina della sua regione nella prima metà del Novecento, nonché le fiere tradizionali di Mendrisio come quella di San Martino. 
Dagli archivi fotografici del Canton Ticino emerge come Pedroli fosse stato presente negli anni Trenta, assieme ad altri fotografi, presso l'Ospedale neuropsichiatrico cantonale di Casvegno, a Mendrisio, aperto nel 1898, in cui fotografò il lavoro dei ricoverati, i giochi, le strutture, gli spazi del grande parco. Fu inoltre un membro dell'Unione Svizzera dei Fotografi.
Si affermò quindi come fotografo d'autore, restò attivo fino agli anni Ottanta e amava definirsi, ironicamente, "pittografo". Morì il 2 febbraio 1986, a Mendrisio, all'età di 87 anni.
Pedroli ebbe come amici lo xilografo Aldo Patocchi, il pittore Gino Macconi (a cui scrisse la prefazione del libro di poesie del figlio) e tra i suoi ritratti figura lo scultore e pittore Apollonio Pessina. Conobbe e fece i ritratti anche a Gianfranco Contini, Guido Gonzato e Giuseppe Ungaretti in visita in Svizzera e nella sua casa.

## Pubblicazioni
- Il mio mendrisiotto. Fotografie di Gino Pedroli, Società di Banca Svizzera, Chiasso, 1968
- Immagini e testimonianze di vita ticinese, a cura di Plinio Grossi, Giampiero Casagrande editore, Lugano, 1983